# Henryk Jarecki
Henryk Jarecki (ur. 6 grudnia 1846 w Warszawie, zm. 18 grudnia 1918 we Lwowie) – polski kompozytor, dyrygent i pedagog.

## Życiorys
Pochodził z rodziny muzyków. Jego ojciec Józef Jarecki (1818-1871) był organistą i kompozytorem. Henryk początkowo uczył się pod kierownictwem ojca, potem J. Mellera. W Instytucie Muzycznym w Warszawie studiował grę na fortepianie, kontrabasie i kompozycję, ale nazwisko jego nie figurowało w żadnym spisie absolwentów. Był przez 8 lat ulubionym i wyróżniającym się uczniem Stanisława Moniuszki, który włączał młodzieńcze utwory Henryka Jareckiego do programów swych koncertów kompozytorskich.
Od 1858 Henryk Jarecki należał do zespołu Teatru Wielkiego w Warszawie jako chórzysta, a w latach 1864-1871 jako kontrabasista. W marcu 1870 prowadził w kościele świętej Anny wykonanie Mszy Stanisława Moniuszki (na 3 głosy żeńskie). W styczniu 1872 objął stanowisko dyrygenta Teatru Polskiego w Poznaniu, ale już po dwu miesiącach, polecony przez Stanisława Moniuszkę, przeniósł się na stałe do Lwowa, gdzie w teatrze hrabiego Skarbka pełnił początkowo funkcję drugiego, a od marca 1877 pierwszego kapelmistrza. W kwietniu 1882 na skutek nieporozumień z dyrektorem A. Miłaszewskim ustąpił z zajmowanego stanowiska.
W grudniu 1882 był w Paryżu i z orkiestrą Pasdeloupa wykonał własną uwerturę do Balladyny. W marcu 1883 powrócił powołany przez nowego dyrektora J. Dobrzańskiego – do Teatru Skarbkowskiego, w którym pozostał aż do jego zamknięcia w 1900 roku; tam odbyły się prapremiery jego oper i prawykonania innych utworów. Zarówno na koncercie inaugurującym operę polską we Lwowie, jak i po 28 latach na spektaklu pożegnalnym Henryk Jarecki zaprezentował się w podwójnej roli jako kompozytor, a zarazem dyrygent: 1 kwietnia 1872 kierował Uwerturą na orkiestrę, a 9 września 1900 – m.in. Introdukcją do Jadwigi. Początkowo dyrygował muzyką do sztuk teatralnych, pisał także własne ilustracje. 12 listopada 1873 zorganizował pierwszy we Lwowie koncert złożony wyłącznie z utworów polskich kompozytorów. Przygotował z pietyzmem wykonania dzieła swego mistrza: Jawnuty i Flisa (1873), Dziadów (1874), kantaty Milda (1876), Strasznego Dworu (1877), wznowił Hrabinę (1887). Poza repertuarem operetkowym, dominującym w słabszych sezonach teatralnych (np. 1881/1882, 1887/1888), Henryk Jarecki wystawił 26 oper obcych kompozytorów, m.in. opery Richarda Wagnera: Tannhäuser (1897), Lohengrin (polska prapremiera w 1877, po raz wtóry wystawiony w 1896) i Rienzi (1899). Wielokrotnie wykonywał Rycerskość wieśniaczą Pietra Mascagniego (1892), Pajace Ruggiera Leoncavalla (1893) oraz Sprzedaną narzeczoną i Dalibora Bedřicha Smetany (1896, 1898). Wprowadził na scenę lwowską liczne opery kompozytorów polskich: Duch wojewody Ludwika Grossmana (1878), Don Desiderio ks. J.M.K. Poniatowskiego (1878), Konrad Wallenrod (prapremiera 1885) i Goplana (1896 w Krakowie i 1897 we Lwowie) Władysława Żeleńskiego. Wystawił też własne opery: Mindowe (1880), Jadwiga (1886), Barbara Radziwiłłówna (1893) oraz Powrót taty (1897). Pod batutą Henryka Jareckiego debiutowali we Lwowie wybitni śpiewacy, m.in. Aleksander Bandrowski (1883), Władysław Florjański (1885), Marcelina Sembrich-Kochańska (1886), Salomea Kruszelnicka (1893), Janina Korolewicz (1894). Współpracowali z nim inni wybitni śpiewacy: Teresa Arklowa, Aleksander Myszuga, Józef Chodakowski, Franciszek Cieślewski. Często dyrygował spektaklami na cele dobroczynne, był kierownikiem artystycznym wielu urządzanych poza teatrem wieczorków muzyczno-deklamacyjnych. Utwory Henryka Jareckiego wykonywano na uroczystościach organizowanych z okazji rocznic patriotycznych, jubileuszy literackich, np. Psalm XCIII (dla uczczenia 300-lecia zgonu Jana Kochanowskiego, 1884), piąte wystawienie Jadwigi (dla upamiętnienia 500-lecia połączenia Litwy z Polską, 1886), obie wersje Psalmu XLVI (w rocznicę konstytucji 3 maja, 1888). Jeszcze w 1909 w Krakowie na wieczorze poświęconym pamięci Tadeusza Kościuszki chór Sokoła odśpiewał Poloneza uroczystego Henryka Jareckiego, a w Teatrze Miejskim we Lwowie na poranku zorganizowanym dla uczczenia 100. rocznicy urodzin Juliusza Słowackiego połączone chóry Towarzystwa Muzycznego i Hejnału pod kierownictwem Adama Sołtysa przypomniały balladę Hugo.
Działalność dyrygencka Henryka Jareckiego wykraczała daleko poza granice Lwowa. W programie pierwszych wizyt z zespołem opery lwowskiej w Tarnowie, Brodach i Tarnopolu (w czasie 3-miesięcznego wakacyjnego tournée w 1877) były tylko opery. Występy gościnne wznowione po kilkuletniej przerwie (już z przewagą repertuaru operetkowego) stały się ważnym czynnikiem ożywienia życia muzycznego Krakowa w miesiącach letnich (1884, 1885, 1886, 1888). 1890, kiedy po raz pierwszy część obowiązków przejął drugi dyrygent F. Słomkowski, Henryk Jarecki kierował podczas uroczystości sprowadzenia prochów Adama Mickiewicza do Krakowa Marszem żałobnym Chopina, Requiem Moniuszki, własnym Hymnem i polonezem Kurpińskiego Witaj królu. W 1892 — po kolejnym pobycie w Krakowie — udał się do Wiednia, gdzie na Międzynarodowej Wystawie Muzyczno-Teatralnej prowadzone przez niego spektakle były jedyną wizytówką polskiej muzyki scenicznej: 10 i 14 września dyrygował Halką, a 11 i 13 września prologiem, III aktem Strasznego Dworu Moniuszki oraz I aktem Zabobonu czyli Krakowiaków i górali Kurpińskiego w wykonaniu chóru i solistów opery lwowskiej oraz orkiestry opery wiedeńskiej). Jeszcze w 1896 Henryk Jarecki dał w Krakowie 52 przedstawienia (w tym Goplanę i Lohengrina), a w 1898 - po jednym z najlepszych lwowskich sezonów operowych - Tannhäusera i Lohengrina. W latach 1897–1899 w ciągu 4 miesięcy wakacyjnych przebywał z lwowskim zespołem w Warszawie, gdzie w gmachu cyrkowym przy ul. Ordynackiej zapoznał publiczność przede wszystkim z operetkami, a także z własną operą Powrót taty. W 1897 dał 97 przedstawień (w tym 19 razy Powrót taty), 1898 — 126 (w tym opery z udziałem Władysława Floriańskiego), 1899 - wspólnie z F. Słomkowskim 115 (w tym Tannhäuser i Lohengrin z Aleksandrem Bandrowskim).
W 1902 Henryk Jarecki został zaangażowany do filharmonii lwowskiej jako drugi dyrygent (obok Ludwika Czelańskiego), ale już po 2 tygodniach choroba spowodowana wieloletnią wyczerpującą pracą w teatrze, zmusiła go do rezygnacji z tego stanowiska. W filharmonii dyrygował odtąd tylko sporadycznie własnymi utworami, np. Odą do młodości (1904, koncert na fundusz budowy pomnika Adama Mickiewicza), Rapsodem wojennym i Pneumellą (1905).
Henryk Jarecki zasiadał w jury kilku konkursów muzycznych (1887, 1896, 1901, 1904, 1910) oraz dwukrotnie w 1912. W 1906 został wybrany drugim dyrygentem artystycznym Lutni (obok Stanisława Cetwińskiego). Od 1905 brał udział w pracach państwowej komisji kwalifikacyjnej dla kandydatów na nauczycieli muzyki w szkołach średnich i seminariach nauczycielskich. W ostatnich latach życia był nauczycielem muzyki w seminarium żeńskim i profesorem śpiewu chóralnego w szkole muzycznej Sabiny Kasparek oraz dyrektorem muzyki u dominikanów.
Henryk Jarecki był żonaty z Marią Szczepanowską, siostrą Stanisława. Jego synem był Bolesław, zmarły w 1919 w wieku 35 lat. Młodszym synem był kompozytor Tadeusz Jarecki.
Najmłodszy syn Juliusz urodzony 30 stycznia 1893 we Lwowie, student Politechniki Lwowskiej, zginął tragicznie 6 lutego 1916 pod Optową jako szeregowy 3 kompanii 6 pułku piechoty Legionów Polskich. 6 czerwca 1931 został pośmiertnie odznaczony Krzyżem Niepodległości.

## Ważniejsze kompozycje
- opery – Barbara Radziwiłłówna (1888, wyk. 1893) libretto: Adolf Kitschman, Jadwiga królowa polska (1885, wyk. 1886), List żelazny (1901), Mazepa (wyk. 1876) i  Mindowe (1879, wyk. 1880), (według J. Słowackiego), Powrót taty (1895, według A. Mickiewicza), Wanda (1881)
- utwory orkiestrowe – Symfonia, Uwertura (1871–73);
- utwory chóralne, m.in. Oda do młodości (1902), kolęda Anioł pasterzom mówił, Psalm do słów J. Kochanowskiego, pieśni O święty kraju nasz, Pieśń o ziemi naszej, Straż nad Wisłą
- utwory kameralne
- utwory fortepianowe

## Upamiętnienie
Od 2011 roku jest patronem ulicy położonej pomiędzy wrocławskimi Wojszycami i Jagodnem.